# アンドラ関係記事の一覧
アンドラ関係記事の一覧（アンドラかんけいきじのいちらん）では、アンドラに関係する記事を一覧する。

## 一般
アンドラの国旗 - アンドラの国章 - アンドラの国歌

## 地理
イベリア半島 - ピレネー山脈

## 都市
レス・エスカルデス - エンゴルダニ

## 地方行政区画
アンドラ・ラ・ベリャ - エスカルデス＝エンゴルダニ教区 - アンカム教区 - オルディノ教区 - カニーリョ教区 - サン・ジュリア・デ・ロリア教区 - ラ・マサナ教区

## 河川
バリラ川

## 渓谷
コマ・ペドローザ - マドリウ＝ペラフィタ＝クラロ渓谷

## 歴史
アラゴン連合王国 - カスペの妥協 - ポエニ戦争 - スペイン辺境領 - ウルヘル伯

## 人口統計と言語
アンドラの人口統計 - アンドラの言語

## 宗教
カトリック教会

## 文化
カタルーニャ語 - アンドラの音楽 - アンドラの世界遺産

## 人物
- アンドラ人ならびアンドラ人の一覧・アンドラ君主一覧を参照。

## 政治・外交
アンドラの政治 - 大評議会 (アンドラ) - 2019年アンドラ総選挙 - 共同君主制 - アンドラの首相 - 二大政党制 - アンドラのための民主党 - アンドラ自由党 - 社会民主党 (アンドラ) - アンドラの国際関係

## 経済
バンカ・プリバダ・ダンドラ

## 交通
空港の存在しない国の一覧

## 軍事
警察部隊 (アンドラ)

## その他関連用語
- ミニ国家